# Сёке
Сёке́ (тур. Söke, греч. Ανέων (Анэон) или Σώκια (Сокия)) — город и район (ильче, тур. ilçe) на западе Турции, в провинции Айдын. 
Население города 62 384 (2000), население района 137 739 (2000).

## География
Сёке расположен в 54 км к юго-западу от города Айдын, между побережьем Эгейского моря и долиной реки Большой Мендерес. Южнее города находится озеро Бафа.

## История
Территория вокруг Сёке была заселена ещё до нашей эры. До XV веке Сёке входил в состав анатолийского бейлика Ментеше, затем был включён в состав Оттоманской империи.
В 1912 г. здесь проживали: греки — 25 801 чел., турки — 12 987 чел.
Во время греко-турецкого обмена населением в 1923 году Сёке был заселён переселенцами с острова Крит.

## Экономика

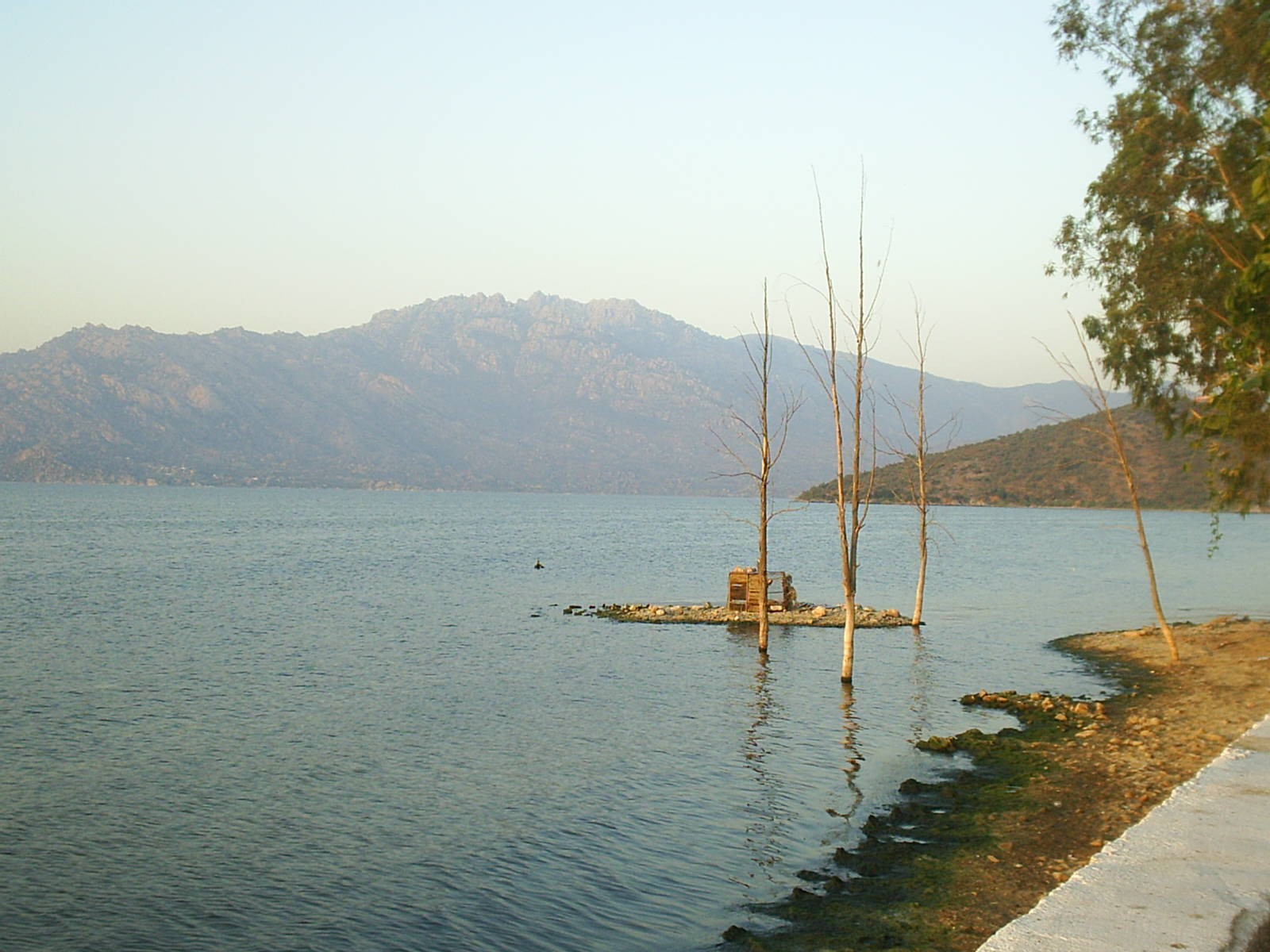
Озеро Бафа около Сёке

Сельское хозяйство (выращивают хлопчатник, пшеницу), рыболовство, лесная промышленность, ремесленное производство.

## Культура
Недалеко от Сёке находятся древние города Милет, Эфес и Приена.